# BOOMERanG

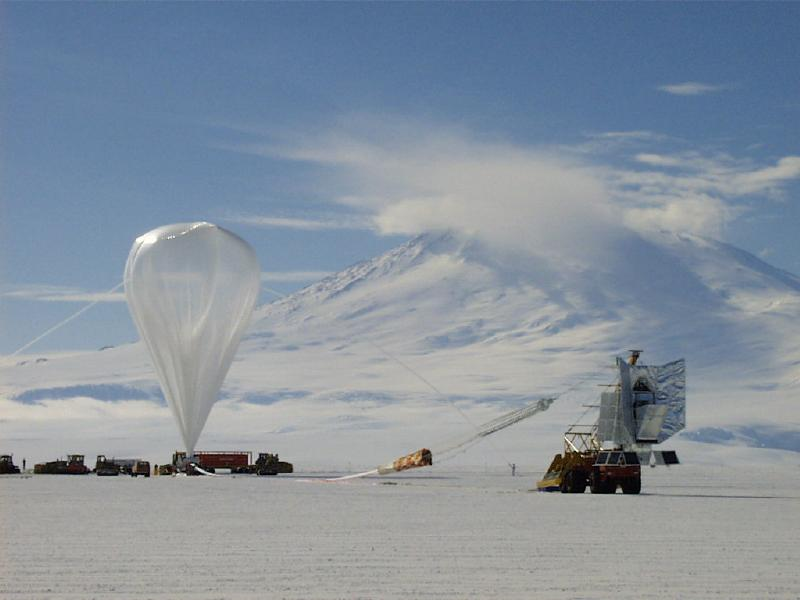
Телескоп готують до запуску

BOOMERanG (акронім від англ. Balloon Observations Of Millimetric Extragalactic Radiation ANd Geophysics) — експеримент, під час якого вимірювалось космічне мікрохвильове випромінювання деякої частини неба за допомогою аеростатного телескопа. Це був один з перших експериментів, де було досягнуто на зображенні високу точність анізотропії температури реліктового випромінювання.

## Огляд
Перший випробувальний політ відбувся над Північною Америкою в 1997 році. Два наступні польоти в 1998 і 2003 роках — повітряна куля була запущена з станції Мак-Мердо в Антарктиці. Цей телескоп є результатом співпраці італійських і американських команд. Він переносився за допомогою полярних вихрових вітрів навколо Південного полюса, і повернувся через два тижні, через що експеримент і отримав свою назву.
Експериментом керували А. Ланге (англ. Andrew E. Lange) з Каліфорнійського технологічного інституту і Пауло де Бернардіс (італ. Paolo de Bernardis) з Університету ла Сап'єнца в Римі.

## Вимірювальні прилади
В експерименті використовується болометр для виявлення випромінювання. Ці болометри зберігаються при температурі 0,27 градусів Кельвіна. При цій температурі матеріал має дуже низьку теплоємність. Мікрохвильове випромінювання, яке поглинається, викликає зміну температури, пропорційну інтенсивності випромінювання, яка вимірюється чутливими термометрами.
1,2 метрове первинне дзеркало фокусує мікрохвилі на фокальній площині. Тільки невелика частина доступна для спостереження одномоментно, через що телескоп повинен обертатися щоб сканувати все небо.

## Результати
Зроблені зображення можуть розповісти нам про умови дуже раннього Всесвіту, коли від Великого Вибуху минуло всього кілька сотень тисяч років. Використовуючи ці дані, ми перевіряємо моделі космології, вимірюємо такі фундаментальні властивості, як загальна щільність і щільність в різних компонентів (баріонна матерія, темна матерія, темна енергія).
Під час польоту 1998 р. виміряли температуру реліктового випромінювання з високим співвідношенням сигнал-шум, визначаючи, що геометрія Всесвіту «плоска».
Під час польоту 2003 р. було виміряно температуру і анізотропію поляризації реліктового випромінювання .